# 新圣彼得新教教堂

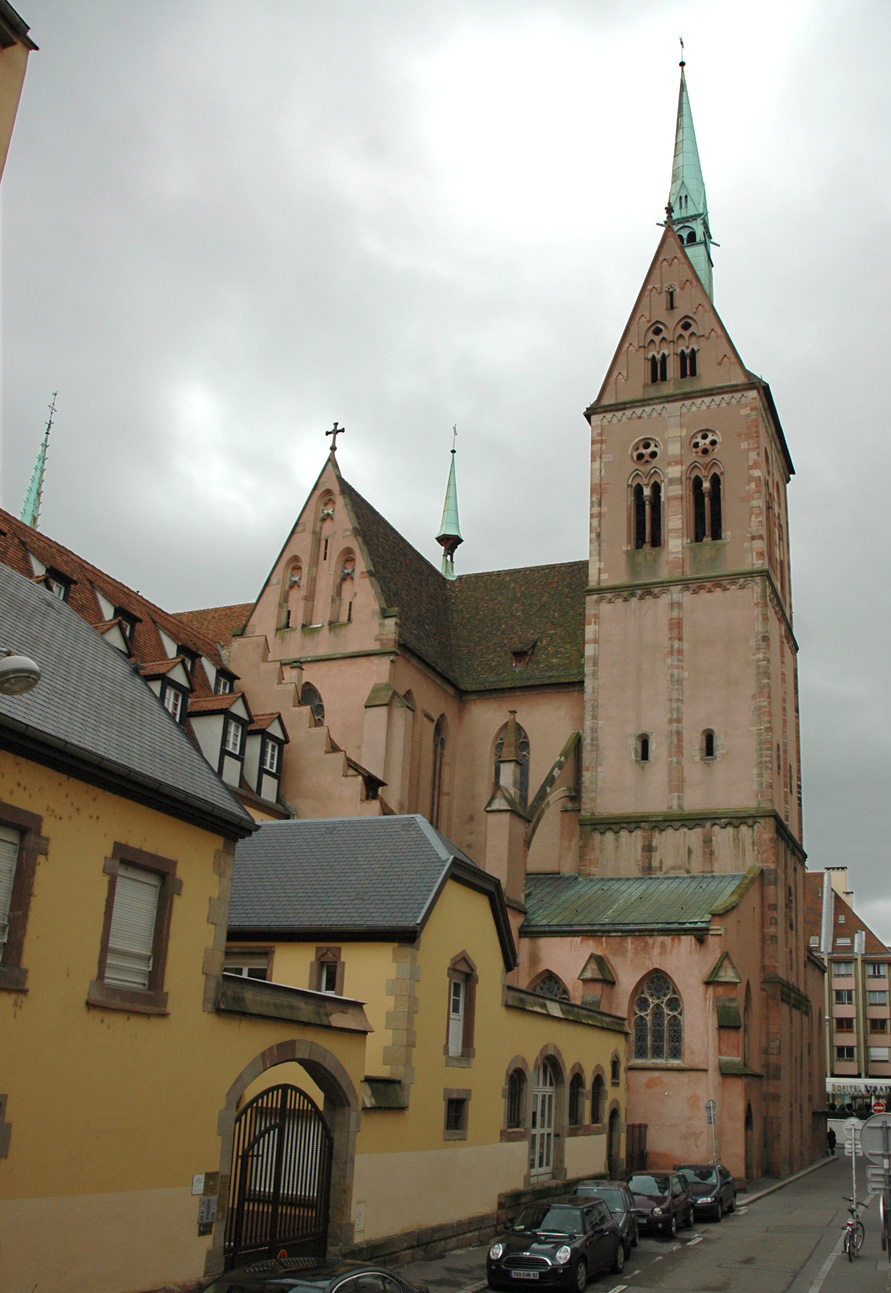
钟楼

新圣彼得新教教堂（法语：Église Saint-Pierre-le-Jeune protestant）
是法国斯特拉斯堡的一座重要教堂（从艺术史和建筑的角度）。它之所以如此命名，是因为该市还有三座圣彼得教堂：老圣彼得教堂，分为一座天主教教堂和一座新教教堂，以及新圣彼得天主教堂，是一座宏伟的19世纪新罗曼式圆顶教堂。
该教堂自1524年成为新教教堂。14世纪哥特式建筑，有许多壁画

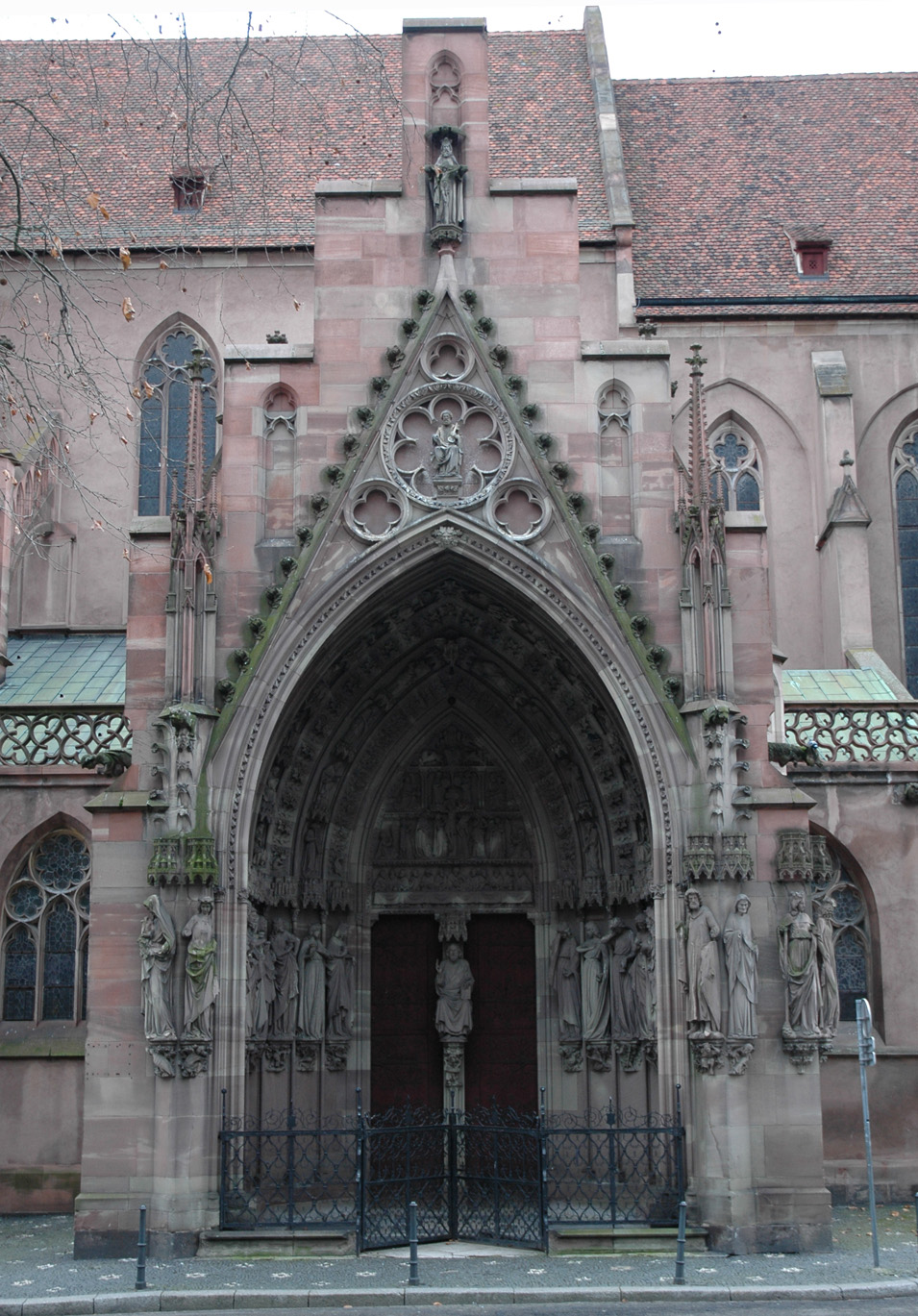
正门
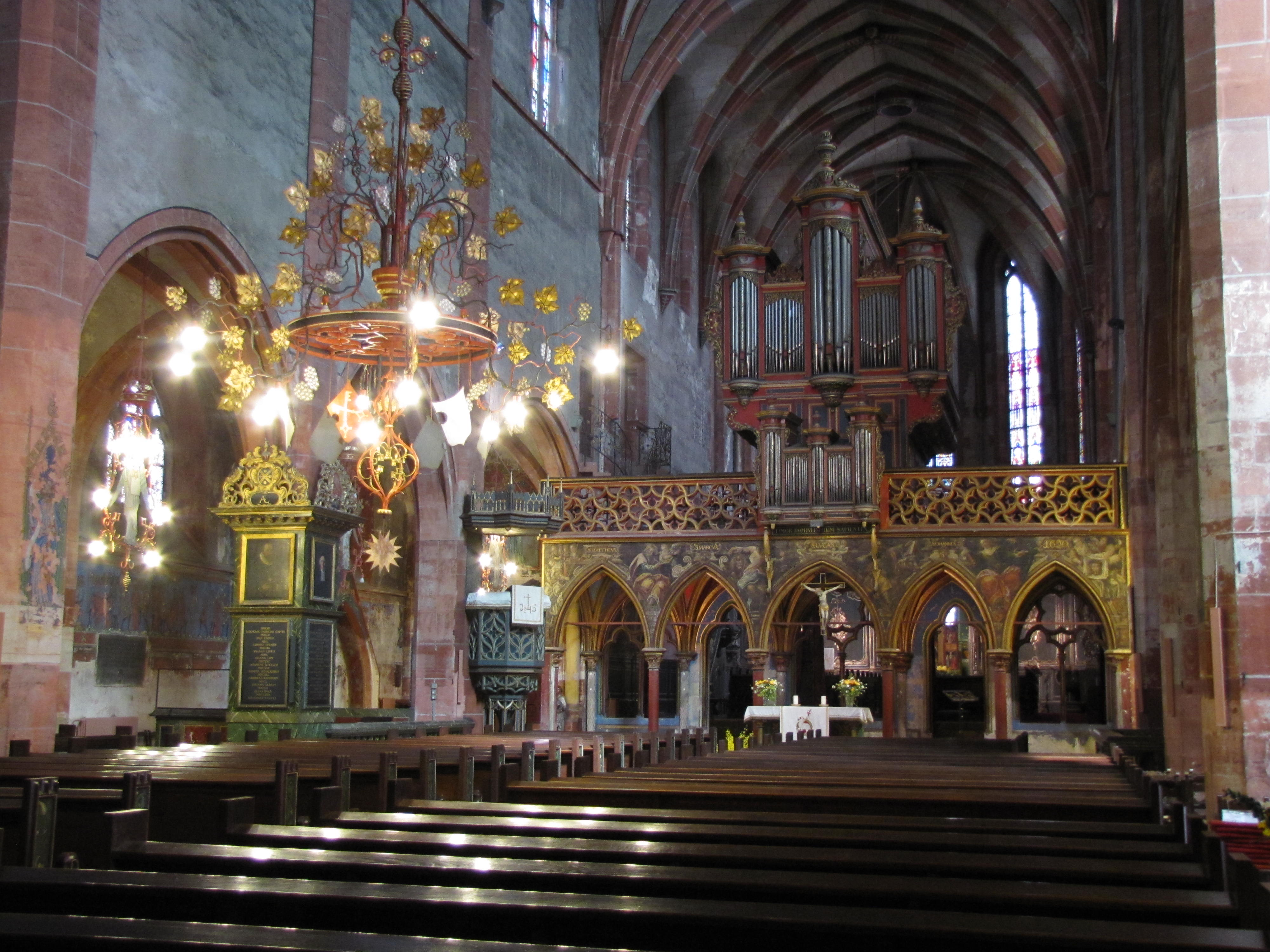
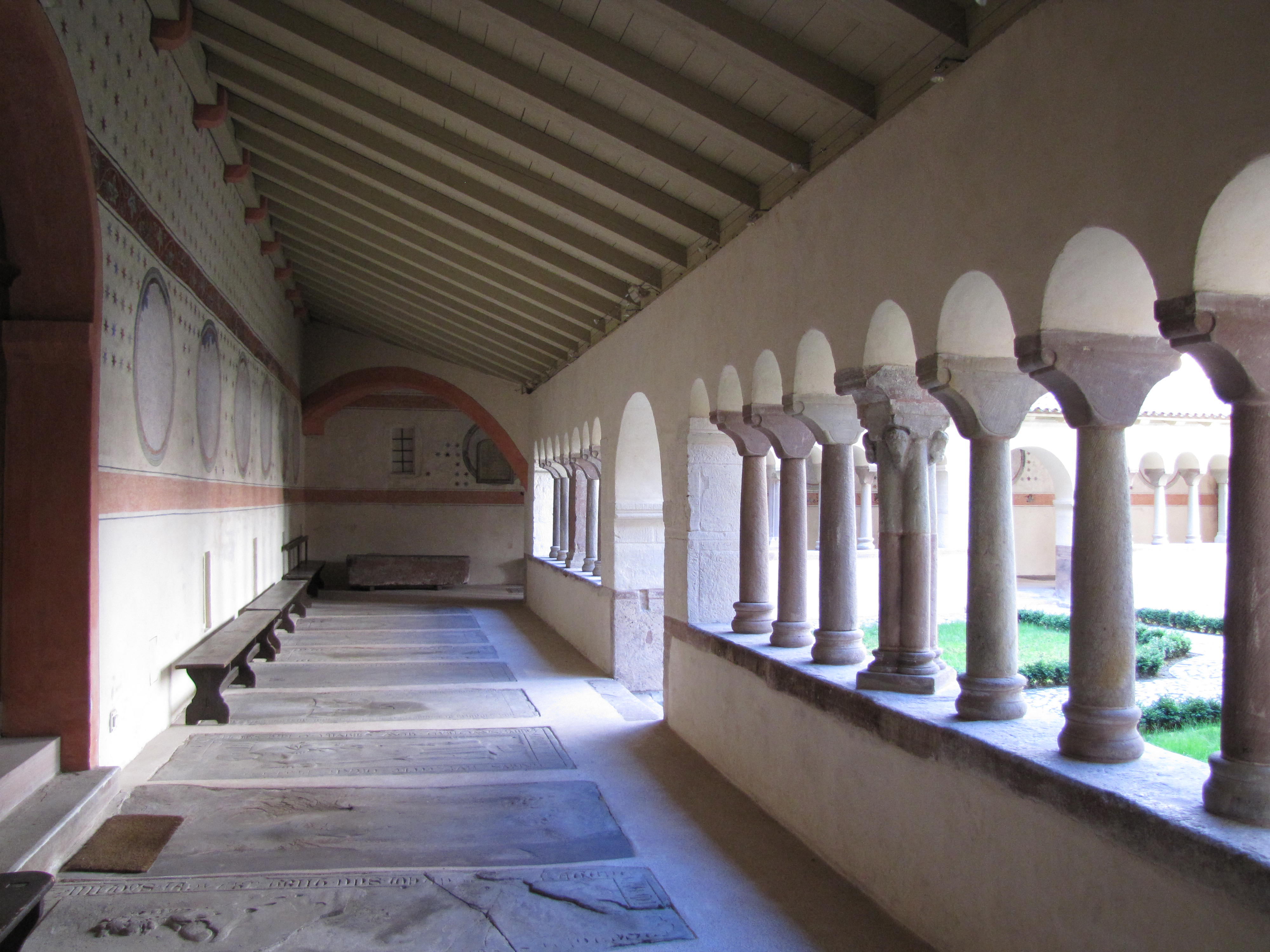